# Ars Translationis
Ars Translationis (Искусство перевода) — ежегодная литературная премия имени известного украинского переводчика, литературоведа и лексикографа Николая Лукаша, учреждена редакцией журнала «Всесвіт» в 1989 году, за лучшие переводы и переводоведческие труды, опубликованные за год на страницах журнала.

## История
В 1989 году по предложению Олега Микитенко, главного редактора журнала «Всесвіт», которое было единогласно поддержано редакционной коллегией, была учреждена премия «Ars Translationis» («Искусство перевода») имени Николая Лукаша. Премия, по замыслу, должна была состоять из трёх частей:
- бронзовая настольная медаль работы известного скульптора и поэта Андрея Нименко
- диплом
- денежная часть

Однако, третья часть до недавних пор вручалась всего один раз, да и то чисто символически, в связи со стесненным материальным положением редакции.
Сейчас денежная часть премии — это проценты от спонсорского вклада в сумме 5 тыс. гривен, пожертвованных на эти цели частным предпринимателем Виталием Майстренко.

## Лауреаты
- 1989 — Виктор Шовкун за перевод с английского романа Гора Видала «Сотворение мира»
- 1990 — Марина Новикова за переводоведческие труды на страницах журнала «Всесвіт»
- 1991 — Владимир Диброва за перевод с английского романа Сэмюеля Беккета «Уот»
- 1992 — Алекса Логвиненко за перевод с немецкого романа Кристофа Рансмайра «Последний мир»
- 1993 — Юрий Лесняк за перевод с английского романа Ле Карре «Секретный пилигрим»
- 1994 —
- 1995 — Анатоль Перепадя за перевод с португальского романа Жоржи Амаду «Засада»
- 1996 — Михаил Москаленко за перевод с французского поэмы «Ориентиры» Сен-Жон Перса
- 1997 — Евгений Попович за перевод с немецкого романа Эрнста Юнгера «На мраморных скалах»
- 1998:
Марьяна Прокопович за перевод с итальянского романа Умберто Эко «Маятник Фуко»
Олег Микитенко за многолетнюю деятельность по организации переводов мировой литературы на украинский язык
- 1999 — Роман Гамада за перевод с фарси средневековых персидских рассказов
- 2000 — Ростислав Доценко за перевод с польского романа Яцека Бохенского «Овидий Назон — поэт»
- 2001 — Виктор Коптилов за перевод с древнефранцузского средневекового эпоса «Роман о Ренаре»
- 2002 — Юрий Педан за перевод с итальянского романа Курцио Малапарте «Шкура»
- 2003 —
- 2004:
Иван Бондаренко за переводы японской поэзии от древности до современности
Мирон Федоришин за перевод новелл Ясунари Кавабаты, романа Нацумэ Сосэки «Сердце» и пьесы Санэацу Мусянокодзи «В персиковой роще»
- 2005:
Олесь Кульчинский за перевод романа Орхана Памука «Имя мне — Красный»
Григорий Филипчук за перевод романа Альбера Камю «Счастливая смерть» (фр. La Mort heureuse)
- 2006 —
- 2007 — Максим Стриха за плодотворные переводоведческие исследования и переводы поэтических произведений Оскара Уайльда
- 2008 — Роман Лубкивский за перевод с чешского стихотворной трагедии Вацлава Фрича «Иван Мазепа»[2]
- 2009 — Надежда Кирносова за перевод с китайского повести Ван Аньи «Дядюшкина история»[3]
- 2010 — Роман Скакун за перевод романа «Если однажды зимней ночью путник» итальянского писателя Итало Кальвино и избранных рассказов из книги «Дублинцы»  Джеймса Джойса[4]